# Orangekronad snårsparv
Orangekronad snårsparv (Atlapetes seebohmi) är en fågel i familjen amerikanska sparvar inom ordningen tättingar.

## Utseende
Orangekronad snårsparv är en stor Atlapetes-snårsparv med rostorange hjässa. Den liknar vitvingad snårsparv, men denna har svart hjässa och beigefärgad, ej grå buk. 

## Underarter
Orangekronad snårsparv delas in i tre underarter med följande utbredning:
- A. s. celicae – förekommer i Anderna längst ner i södra Ecuador (västra Loja)
- A. s. simonsi – förekommer i Anderna längst ner i södra Ecuador (östra och centrala Loja)
- A. s. seebohmi – förekommer i Andernas Stillahavssluttning i nordvästra Peru (La Libertad till Ancash)

Underarten celicae inkluderas ofta i simonsi.

## Utbredning och systematik
Fågeln förekommer i Anderna i nordvästra Peru (Cajamarca, La Libertad, Ancash och Huánuco). Den behandlas som monotypisk, det vill säga att den inte delas in i några underarter.

### Familjetillhörighet
Tidigare fördes de amerikanska sparvarna till familjen fältsparvar (Emberizidae) som omfattar liknande arter i Eurasien och Afrika. Flera genetiska studier visar dock att de utgör en distinkt grupp som sannolikt står närmare skogssångare (Parulidae), trupialer (Icteridae) och flera artfattiga familjer endemiska för Karibien.

## Levnadssätt
Orangekronad snårsparv hittas i buskmarker och snårig skog med lågväxta träd. Den undviker mer högväxt och tätare skog. Fågeln påträffas i par som rör sig från träd till träd.

## Status
Arten har ett relativt begränsat utbredningsområde, men beståndet tros vara stabilt. IUCN kategoriserar arten som livskraftig.

## Namn
Fågelns vetenskapliga namn är en hyllning till den brittiske affärsmannen, ornitologen och oologen Henry Seebohm (1832-1895). Fram tills nyligen kallades den seebohmsnårsparv även på svenska, men justerades 2022 till ett enklare och mer informativt namn av BirdLife Sveriges taxonomikommitté.